# Ouratea oligantha
Ouratea oligantha är en tvåhjärtbladig växtart som beskrevs av Julian Alfred Steyermark och C. Sastre. Ouratea oligantha ingår i släktet Ouratea och familjen Ochnaceae. Inga underarter finns listade i Catalogue of Life.